# Vytautas Janonis
Vytautas Janonis (* 18. Juli 1948 in Kaunas, Litauen) ist ein litauischer Architekt und Politiker.

## Leben
1971 absolvierte er ein Diplomstudium am Kauno politechnikos institutas. Von 1971 bis 1992 arbeitete er am Institut für Kommunalwirtschaftsprojektierung in Vilnius, von 1992 bis 1995 und von 2000 bis 2003 als Oberarchitekt und Projektleiter bei „Druskininkų projektas“. Von 1995 bis 1997 war er Bürgermeister von Druskininkai, von 1997 bis 2001 stellvertretender Umweltminister Litauens, ab 2003  Projektleiter bei „Kauno komprojektas“.
Ab 1991 war er Mitglied von Lietuvos krikščionių demokratų partija.
Er ist verheiratet. Mit Frau Marytė hat er den Sohn Rimantas und die Tochter Rūta.

## Projekte
- Forstamt Druskininkai, 1973
- Anbau am Krankenhaus Varėna, 1978
- Bank in Druskininkai, 1979
- Stadtrat Druskininkai, 1983
- Sportzentrum Druskininkai, 2001